# Hidatses
Els hidatses són una tribu d'amerindis dels Estats Units, també anomenats gros ventes du Missouri pels francesos, i que parlaven el hidatsa, una llengua de la família de les llengües sioux occidentals. Els mandans els anomenaven minitari "els que han travessat l'aigua", i es dividien en tres grups:
- Awatixa ("poble de la vila de la roca")
- Awaxawi ("Poble de la vila de la muntanya")
- Hiratsa ("Poble dels salzes")

## Localització geogràfica
Antigament vivien entre els rius Little Missosuri i Heart, a Dakota del Nord. Actualment comparteixen la reserva índia de Fort Berthold (Dakota del Nord) amb els mandans i arikares. Tots tres formen la tribu reconeguda federalment de les Tres Tribus Afiliades.

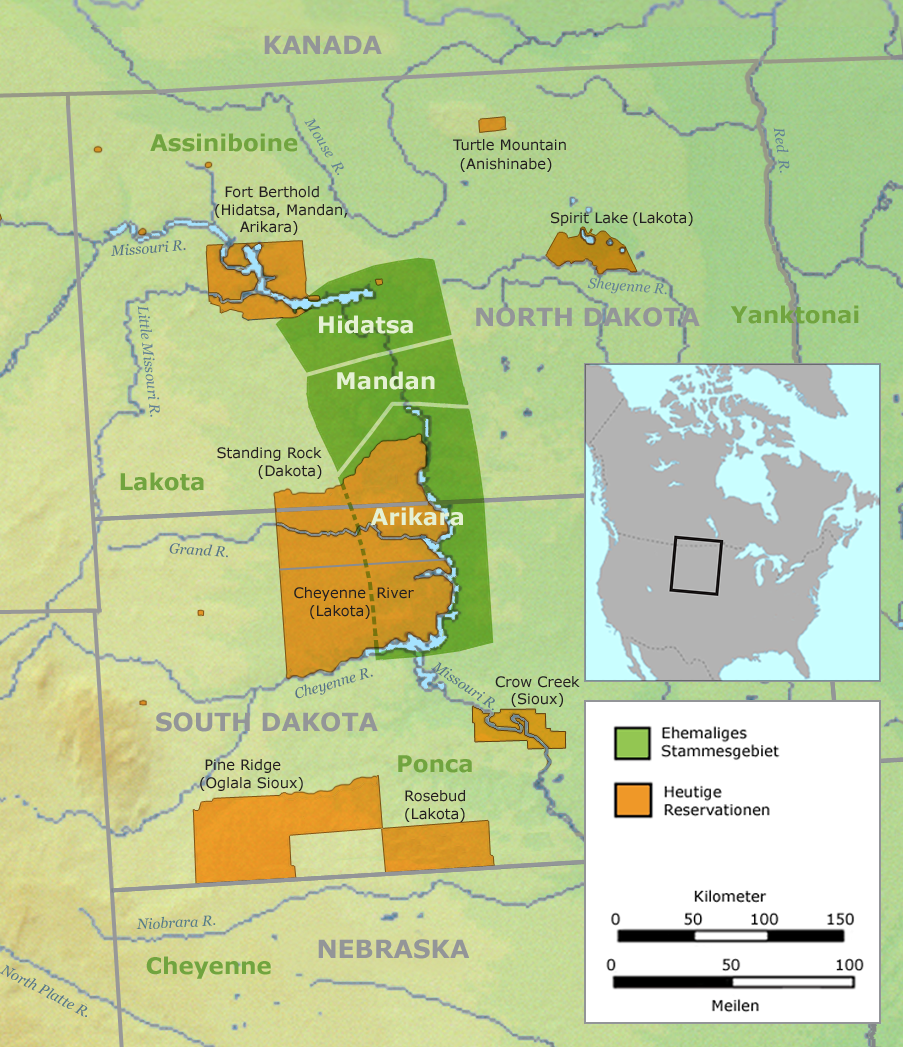
Territori dels hidatsa

## Demografia
A començaments del segle xviii potser eren uns 2.000 individus. Foren calculats en 1.300 el 1794 i en 1.500 el 1832, però una epidèmia de verola els reduí a uns 600 el 1845. Segons dades de la BIA, eren 849 el 1945 i 749 el 1960, però haurien augmentat a 1.200 el 1970 segons alguns atles (però només 125 parlaven la llengua tribal). El 1990 eren uns 6.897 individus de les tres tribus afiliades (hidatsa, mandan i arikara). El 1995 hi havia 10.500 individus, dels quals només 5.100 vivien a la reserva. La taxa d'atur és del 42% i la reserva ocupa Montrail, Mercer, McKenzie, Dunn, McLean i Ward (Dakota del Nord), amb capital a New Town. La reserva, creada el 1870, té 988.000 acres, dels quals 79.233 són de la tribu i 378.606 parcel·lats.
Segons el cens dels EUA del 2010, hi havia 1.201 hidatsa censats, però els membres de les Tres Tribus Afiliades eren 6.609 individus més.

## Costums
Eren sedentaris i vivien a viles semipermanents formades per agrupacions de bordes circulars i cupulades amb sostre de terra. Practicaven l'agricultura i conreaven moresc, pèsols i carabasses. També eren hàbils terrissaires.
Les dones ho conreaven tot llevat el tabac, que era compartit amb altres tribus. Els homes es dedicaven a la cacera del bisó i a la guerra. També practicaven la poligàmia.

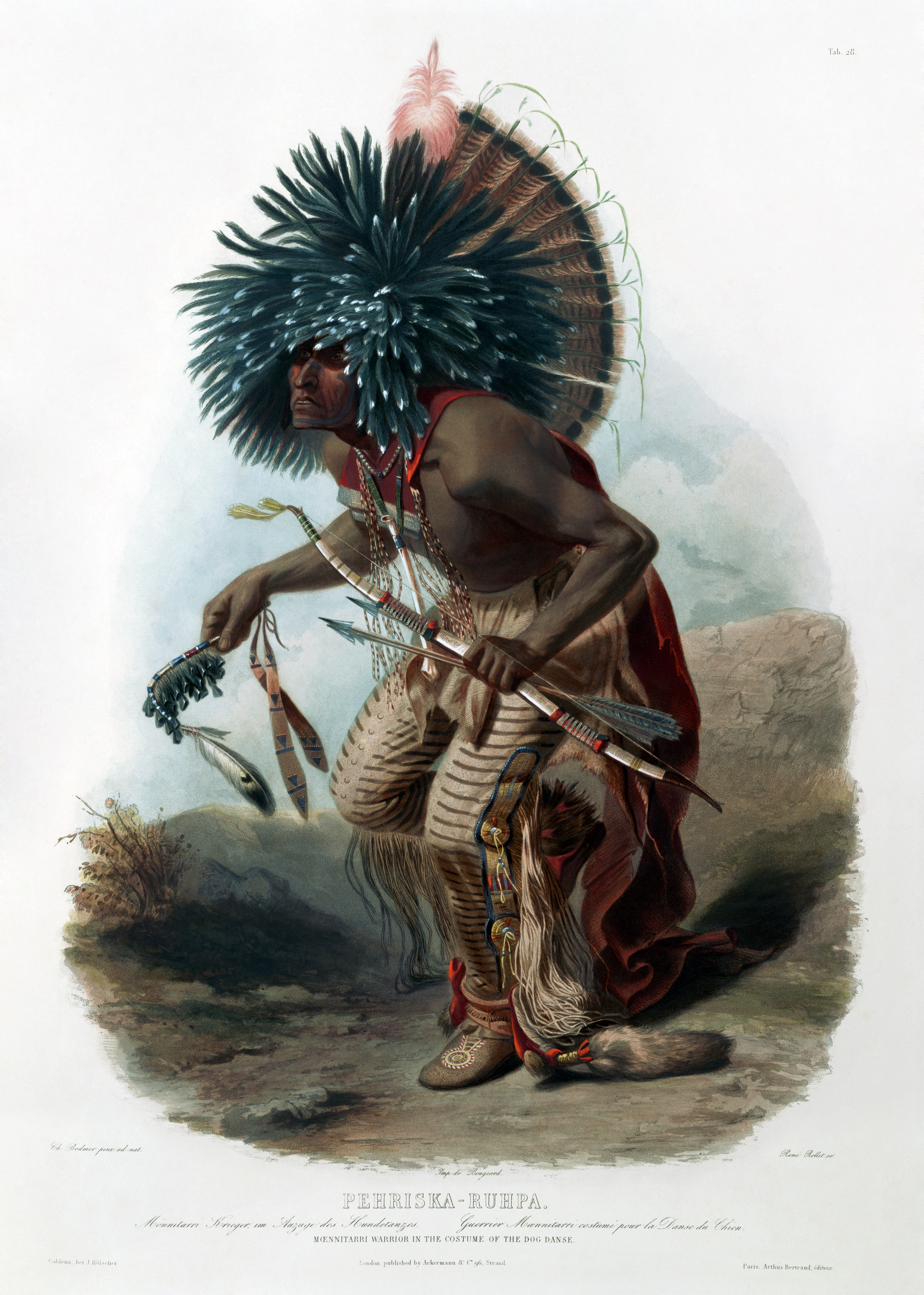
Pehriska-Ruhpa de la Banda deL Gos dels hidatsa

Cada grup tenia el seu propi capitost. La seva societat incloïa societats guerreres com la del Búfal Blanc, graduades segons l'edat, a les quals el privilegi de pertànyer-hi s'obtenia mitjançant la compra. Es dividien en clans matriarcals i en meitats. La seva major cerimònia era la Dansa del Sol i en practicaven la tortura com a ritual, anomenat naxpixe ("arrencar la pell"). Són relacionats lingüísticament amb els crow i culturalment amb els mandans.

## Història
Antigament formaren una gran tribu amb els crow, dels quals se separaren a començaments del segle xvi. El 1541 foren visitats per l'espanyol Vázquez de Coronado, i la seva cultura era similar a la de les altres tribus agricultores de Mississipi (pawnee, osage, mandans).
En el segle xviii ocupaven una posició central en la xarxa comercial del Nord de les Planures, on canviaven cavalls, vestits i pells de bisó per fusells, ganivets i altres manufactures. El 1729 foren visitats pel francès La Verandrye i el 1794 per l'anglès del Canadà David Thompson, qui volia establir-hi una fortificació anglesa i els calculà en 1.330 hidatsa i 1.520 mandan. Els anomenaren Gros Ventre. Els sahnish els anomenaren Wiitas how nu (ben vestits).
Foren visitats per Lewis i Clark el 1804, i foren rebuts pels cabdills Black Moccasin i Kokookes (conegut pels anglesos com The One-Eyed i pels francesos com La Borgne) i el 1832 per William Catlin, qui va retratar llurs costums i els calculà en més de 2.000 individus. Però el 1837 patiren una forta epidèmia de verola que unida a la fam i el fred els reduí en un 60-70%. Això els obligà el 1845 a unir-se amb els mandan que restaven, i comandats pel cap Poor Wolf i el vident Missouri River, remuntaren el Missouri i fundaren la vila Like-a-Fish-Hook, que fou un important centre comercial fins al 1880 i on també es dedicaren a l'agricultura i a la ramaderia.
El 1851 signaren amb els EUA el Tractat de Fort Laramie en el qual demanaren protecció contra les incursions dels sioux, i des del 1862 se’ls uniren els arikara, també delmats per les epidèmies. El 1864 es fundà la base de Fort Berthold al seu territori. El 1868 la BIA cedí a les Three Afiliated Tribes o Mandaree (Mandan-hidatsa-arikara) la reserva de la zona dels voltants de Fort Berthold (Dakota del Nord), però el 1870 el grup comandat pel guerrer Crow Flies High els abandonà i marxà cap a les planures. El 1876 s'hi fundà la missió congregacionalista del p. Charles L. Hall, qui aconseguí convertir Poor Wolf. Tanmateix, el 1882 es produí el declivi com a centre comercial de Like-a-Fish-Hook, raó per la qual el 1888 abandonaren el poblat i es traslladaren vora l'actual Elbowoods. El membre de la tribu més destacat fou el capellà i escriptor Edward Goodbird.
Per l'Allotment Act aprovada el 1887, el 1891 foren assignats a la recent creada Reserva de Fort Berthold. El 1892 el president Benjamin Henry Harrison ordenà que els retornessin 23.000 acres, i el 1894 un miler d'individus reberen lots de 160 acres per família. Però, malgrat la prohibició federal, part d'ella fou venuda a especuladors no indis el 1910.
Alguns hidatsa participaren com a voluntaris durant la Primera Guerra Mundial en l'exèrcit dels EUA. El 1930 reberen 5 milions de dòlars en compensació pels 11 milions d'acres que els havien arrabassat il·legalment. Però el 1934 patiren males collites i els caps Drags Wolf i Adlai Stevenson demanaren ajut al Congrés de Dakota del Nord. D'aquesta manera, el 1947 hidatsa, mandan i arikara rebrien 5 milions de dòlars en compensació per les pèrdues durant les turmentes d'aquell any.
El 1956 es va construir el Garrison Dam al Missouri, cosa que els suposà la pèrdua per inundació de 155.000 acres i que un 90% de la tribu hagués de desplaçar-se. Alhora, els dirigents tribals Martin Cross, portaveu tribal el 1948-1956, i Carl Whitman Jr, que ho fou des del 1956, provocaren una forta divisió política entre els membres de la tribu.
El 1970 els retornaren les terres que havien estat venudes als no indis el 1910, i el 1987 les Tres Tribus Federades guanyaren a la cort estatal de Dakota del Nord el dret de demandar als no indis. Fins aleshores havien rebut entre 178 i 412 milions de dòlars en compensació per les pèrdues en inundacions del Missouri.